# Elisabeth Sophie af Slesvig-Holsten-Gottorp
Elisabeth Sophie af Slesvig-Holsten-Gottorp (født 12. oktober 1599 på Gottorp Slot, død 25. november 1627) var en dansk-tysk prinsesse, der var hertuginde af Sachsen-Lauenburg fra 1620 til 1627. 
Hun var datter af hertug Johan Adolf og Augusta af Danmark. I 1620 blev hun gift på moderens enkesæde Husum Slot med hertug August af Sachsen-Lauenburg (1577–1656). Ingen af deres tre sønner overtog hertugdømmet, da de alle døde før faderen.
Elisabeth Sophie er sammen med sin ægtemand begravet i Ratzeburger Dom. 